# الخراب (البيضاء)
الخراب هي إحدى قرى الجمهورية اليمنية. وهي تتبع جغرافيًا لمحافظة البيضاء. وإداريًا لمديرية الرياشيه. يبلغ تعداد سكانها 1096 نسمة حسب الإحصاء الذي جرى عام 2004.